# Nelson (pays de Galles)
Pour les articles homonymes, voir Nelson.
Nelson (en anglais) ou Ffos y Gerddinen (en gallois) est un village et une communauté du borough de comté de Caerphilly, au pays de Galles.
Au recensement de 2011, elle comptait 4 647 habitants.